# 福音橡站
福音橡站（英語：Gospel Oak railway station）是伦敦地上铁北伦敦线和福音橡至柏京线的一座车站，位于北伦敦的卡姆登区，属于第2收费区。

## 概况
本站共有3个站台，其中2个供北伦敦线列车停靠，另一个则为福音橡至柏京线的西端起点。福音橡至柏京线站台与北伦敦线东行站台相连（下称“換乘站台”）。有两部电梯分别从北伦敦线西行站台以及換乘站台连接车站站厅。
本站接受乘客以蠔卡缴付车资。

## 历史
1860年，本站开通，当时的站名是肯蒂什镇站。1867年，因同一路线的更接近肯蒂什镇的车站开通（位于该镇以南约1英里，现名肯蒂什镇西站），本站改为现站名。
在1926年至1981年，车站无法进行与肯蒂什镇站的直接换乘。乘客需要出站经过图夫尼尔公园才能到达。1981年，在车站北侧建立地下换乘通道后，换乘情况才有所改善。

## 列车服务
非高峰期：
- 东行至巴金站方向：每小时4班
- 东行至斯特拉特福德站方向：每小时6班
- 西行至克拉珀姆交汇站方向：每小时2班
- 西行至里士满站方向：每小时4班

## 其他
为保证4编组列车在伦敦地上铁顺利运行，本站至斯特拉特福德站区间自2010年2月至6月1日关闭，用于安装新的信号系统。直至2011年5月，每周日仍会出现在信号升级期间导致列车班次减少的情况。
而福音橡至柏京线则因电气化需要，自2016年6月26日也将作出服务调整。自2016年6月6日至9月23日，列车在平日仅服务至南托特纳姆站以东，其他区段将由巴士代替，直至2017年2月结束。而周末全区间都停止服务，直至2017年6月结束。

## 流行文化
本站斜跨戈登豪斯路的两个斜跨拱桥的画面出现在1997年爱尔兰歌手西尼德·奥康娜的唱片《福音橡》的封面。